# Luis Adolfo Sierra
Luis Adolfo Sierra (París, Francia, 23 de enero de 1917 - Buenos Aires, 7 de diciembre de 1997 ) fue un músico, escritor, abogado especializado en derecho autoral e investigador que era un estudioso de la historia del tango.

## Primeros años
Nació en París (Francia) y a los tres meses su padre, que era médico psiquiatra, lo trajo con él a Buenos Aires. Creció en un departamento ubicado en un edificio en la avenida Callao y Bartolomé Mitre en cuya planta baja estaban las oficinas  de la Casa Max Glücksmann. Aficionado desde chico a la música del tango, aprendió a tocar el bandoneón con Pedro Maffia y se perfeccionó en teoría y solfeo con Sebastián Piana.

## Actividad profesional
Se graduó como abogado y se especializó en Derecho Autoral sin abandonar su afición a las investigaciones sobre tango. Escribió las biografías de Armando Blasco, Carlos Dante, Homero Expósito, Alfredo Gobbi y, en colaboración con Horacio Ferrer, la de Enrique Santos Discépolo con el título de Discepolín. Entre sus trabajos publicados se recuerdan especialmente El bandoneón: voz del tango, Deslinde entre dos guardias, Perfiles del tango, El octeto Buenos Aires, El octeto del tango, Los sextetos inolvidables, Historia de la orquesta típica. Evolución instrumental del tango y El tango en los últimos 25 años. Es el autor de varios capítulos de la colección Historia del Tango publicada por Editorial Corregidor: Vicente Greco; Agustín Bardi; La escuela decareana; Elvino Vardaro y Orlando Goñi, el pianista olvidado.
Sierra fue corresponsal de la revista La música Iberoamericana, de Tokio (Japón) y tuvo a su cargo la producción del programa Nuestro tango es así, que desde 1956 se transmitió en las radios El Mundo, Belgrano, Libertad y Del Pueblo. También tuvo intervención en diversas instituciones, así fue uno de los fundadores del Club de la Nueva Guardia y de la Peña Gente de tango, de Montevideo. Fue miembro de la Academia Porteña del Lunfardo, fundador y asesor de la Sociedad Argentina de Arregladores y Orquestadores y asesor del SADAIC. En 1987 fue galardonado con el diploma al mérito Kónex en el rubro música popular.
Adolfo Luis Sierra falleció el 7 de diciembre de 1997 en Buenos Aires.